# 命の後で咲いた花
『命の後で咲いた花』（いのちのあとでさいたはな、The Flower which bloomed after her Life ）は、綾崎隼による日本の小説。イラストはワカマツカオリ。
著者の10作目の作品であり、初めて単行本で刊行された作品である。利き腕の骨を2本とも骨折した際に着想を得た作品であり、その経験は「身の回りにある小さな幸せを見つけながら生きていけたら」という思いを抱かせたという。
これまでに刊行された著者の作品は全て世界観を共有し、登場人物がクロスオーバーしており、本作には『ノーブルチルドレンシリーズ』の主人公、千桜緑葉と琴弾麗羅が脇役として登場する。
物語は二部六章構成となっており、第一部は榛名なずなの一人称で大学生活と羽宮への片思いが、第二部は羽宮透弥の一人称で恋人・榛名との出会いと別れが語られる。

## あらすじ
中学校の国語教師になる夢を叶えるべく、第一志望の教育学部に入学した榛名なずな。少ない仕送りと奨学金で、生活は厳しく困窮を極めるが、夢のために弱音を吐かずに必死に耐える。ある日、クラスの親睦会で酒を進める男子に絡まれたなずなは、年上の同級生・羽宮透弥に助けられ、恋に落ちる。

## 登場人物
榛名 なずな（はるな なずな）
青森県出身。新潟市内の国立大学教育学部1年生。赤いとんぼ玉がついたかんざしで髪をまとめている。中学校の国語教師だった姉に憧れ、同じ教師になる夢を持っている。
柊木 怜夢（ひいらぎ れむ）
なずなの同級生で親友。大阪府出身。美人でおしゃれ。オートロック付きのマンションに住んでいる。真田に一目ぼれする。
伊庭 智之（いば ともゆき）
なずなの同級生。クラスの中心メンバー。秀介とは高校の同級生で、共に1年浪人している。なずなに言い寄る。
真田 秀介（さなだ しゅうすけ）
なずなの同級生。智之と共にクラスの中心メンバー。怜夢に言い寄る。
羽宮 透弥（はみや とうや）
なずなの同級生。教室でいつも一番前の席に座っている。親睦会で伊庭に絡まれているなずなを助ける。高校卒業後、家電量販店に就職するが、小学校教師になる夢を叶えるために大学に入り直す。なずなより6歳年上だが、童顔のため高校生と言われても通用する。
榛名 静香（はるな しずか）
なずなの母親。なずなが9歳の時に離婚し、長女・なつめを連れ地元に戻り、現在は山形県との県境に1人暮らし。
榛名 なつめ（はるな なつめ）
なずなの姉。教員採用試験に一発合格し、中学校の国語教師となる。
西堂 亜紀（さいどう あき）
東桜（とうおう）医療大学付属病院の看護師。
鈴原 友哉（すずはら ともや）
東桜医療大学付属病院の医師。
琴弾 麗羅（ことひき れいら）
東桜医療大学付属病院の救急救命科准教授。鈴原とは研修医時代の同期。
千桜 緑葉（ちざくら みどりは）
東桜医療大学付属病院の救急救命科准教授。大学の経営者一族の一人。透弥曰わく「残念な美人」。